# Criminal: The Last of the Innocent
Criminal: The Last of the Innocent — ограниченная серия комиксов, которую в 2011 году издавала компания Icon Comics.

## Синопсис
Главный герой — Райли Ричардс. Парень, увлекающийся азартными играми, наркотиками и проститутками, собирается пойти на убийство.

## Выпуски
| № | Дата выхода      | Оценка на Comic Book Roundup   | Предполагаемый объём продаж (первый месяц) |
| - | ---------------- | ------------------------------ | ------------------------------------------ |
| 1 | 1 июня 2011      | 9,5 из 10 на основе 7 рецензий | 14 849, позиция в Северной Америке — 148   |
| 2 | 27 июля 2011     | 9 из 10 на основе 3 рецензий   | 13 453, позиция в Северной Америке — 150   |
| 3 | 10 августа 2011  | 8,9 из 10 на основе 5 рецензий | 13 265, позиция в Северной Америке — 166   |
| 4 | 14 сентября 2011 | 8,9 из 10 на основе 4 рецензий | 13 068, позиция в Северной Америке — 157   |

## Отзывы
На сайте Comic Book Roundup серия имеет оценку 9,1 из 10 на основе 19 рецензий. Джесс Шедин из IGN дал первому выпуску 9 баллов из 10 и посчитал, что он «представляет собой совершенно иной и более необычный подход к повествованию криминальных историй». Его коллега Эрик Норрис, рецензируя финал, дал ему оценку 8 из 10 и отметил, что он «оставляет больше вопросов, чем ответов». Райан К. Линсди из Comic Book Resources назвал дебют «одним из лучших выпусков года». Морган Дэвис из Comics Bulletin подчеркнул, что «Брубейкер и Филлипс создали нечто благоговейное и одновременно освежающе необычное».

## Награды
| Год  | Награда        | Категория                 | Результат | Пр.    |
| ---- | -------------- | ------------------------- | --------- | ------ |
| 2012 | Премия Айснера | Лучшая ограниченная серия | Победа    | [ 18 ] |